# Lettera a Flora

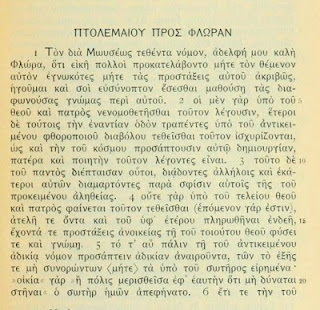
Testo greco della Epistola a Flora di Tolomeo tratto da Ptolemaeus: Brief an die Flora di Adolf von Harnack, 1904.

La Lettera a Flora è un testo gnostico del II secolo, opera del teologo Tolomeo e importante fonte per la conoscenza delle dottrine valentiniane.
Fino alla scoperta del corpus di opere gnostiche di Nag Hammadi, erano sopravvissute poche opere gnostiche autentiche. Una di queste è la Lettera scritta da un discepolo di  Valentino, Tolomeo, noto anche dagli scritti di Ireneo di Lione, a una donna di nome Flora. La lettera è nota solo grazie alla sua inclusione nel Panarion di Epifanio, grande summa antiereticale della fine del IV secolo.

## Contenuto
I valentiniani distinguono due dei: il Dio superiore, ineffabile, di natura spirituale, Padre di Cristo, e il Dio inferiore, il Demiurgo, di natura psichica, creatore diretto del mondo psichico e materiale. A differenza di Marcione, che considerava le Scritture di Israele una rivelazione inferiore e le interpretava in blocco alla lettera, i valentiniani sostenevano con finezza che in esse si possono trovare elementi pneumatici, psichici e materiali, corrispondenti alle tre nature che, nella loro complessa cosmogonia, erano derivate variamente dal peccato mitico verificatosi nel mondo divino. A partire da qui e senza necessità di selezionare, eliminare o disprezzare alcuni scritti, si diedero all'interpretazione scritturistica. Questo schema si riflette nella Lettera a Flora di Tolomeo, secondo cui la parte pura della Legge non è estranea al Salvatore ed è da lui portata a compimento. Così, sebbene attribuisca la Legge di Dio nel suo complesso al Demiurgo, sembra pensare a un'azione del Dio superiore per mezzo del Logos e di Sophia, i quali, a insaputa del Demiurgo, hanno introdotto nella Legge elementi pneumatici. Tolomeo sanziona tutti i risultati per mezzo delle parole del Salvatore e di Paolo, adeguatamente interpretate, il che mostra il carattere unitario dell'esegesi valentiniana, che si muove comodamente in tutti gli scritti antichi e nuovi.